# Seyyed Yaddām
Seyyed Yaddām är en ort i Iran.   Den ligger i provinsen Khuzestan, i den centrala delen av landet, 500 km sydväst om huvudstaden Teheran. Seyyed Yaddām ligger 29 meter över havet och antalet invånare är 106.
Terrängen runt Seyyed Yaddām är mycket platt. Runt Seyyed Yaddām är det ganska tätbefolkat, med 120 invånare per kvadratkilometer. Närmaste större samhälle är Khaẕar-e Yek, 1,7 km nordost om Seyyed Yaddām. Trakten runt Seyyed Yaddām består till största delen av jordbruksmark.